# Pantherophis guttatus
Il serpente del grano (Pantherophis guttatus (Linnaeus, 1766)) è un serpente non velenoso appartenente alla famiglia Colubridae,  diffuso negli Stati Uniti d'America.

## Descrizione
La serpe del grano è un serpente costrittore, solitamente di colore arancione e con macchie dal rosso al marrone, possiede una testa stretta ed un corpo muscoloso. Le dimensioni degli esemplari adulti oscillano tra i 4–5 cm di diametro ed i 75–150 cm di lunghezza, per un peso che varia tra i 250 ed oltre i 500 grammi.

## Biologia
Vive anche in campi di grano cacciando roditori, per questo molto apprezzata da contadini e allevatori.
Quando si sente minacciata agita la coda producendo piccole vibrazioni e si rizza su di essa, pronta a guizzare e, in casi estremi, spruzza un fluido maleodorante.

### Alimentazione
La serpe del grano caccia prevalentemente roditori, stritolando e ingoiandoli.

### Riproduzione
È un serpente oviparo e depone dalle 5 alle 25 uova fra detriti vegetali e materiale in decomposizione, il periodo di incubazione delle uova è di circa 60 giorni. Raggiunge la maturità sessuale a circa 2 anni di età.
Solitamente vive fra i 6 e gli 8 anni, ma in cattività può raggiungere anche 23 anni.

## Distribuzione e habitat
Vive nelle praterie e nei boschi negli Stati Uniti d'America orientali e sudorientali (New Jersey, Maryland, Kentucky, Louisiana, Mississippi, Alabama e Florida). I morph del serpente del mais possono essere tenuti come animali domestici grazie alla loro natura calma e amichevole.

## Tassonomia
La serpe del grano era precedentemente collocata nel genere Elaphe, Utiger et al. hanno scoperto che tale genere è parafiletico, così la specie è stata ricollocata nel genere Pantherophis. Il collocamento della serpe del grano e di diverse specie correlate nel genere Pantherophis anziché Elaphe è stato confermato da ulteriori studi filogenetici.